# Il signore delle nuvole
Il signore delle nuvole (Going Up) è un film muto del 1923 diretto da Lloyd Ingraham che aveva come interpreti Douglas MacLean, Hallam Cooley, Arthur Stuart Hull, Francis McDonald, Hughie Mack, Wade Boteler, John Steppling, Marjorie Daw. 
Tra gli attori, in un ruolo minore, appare il nome di Mervyn LeRoy - che sarebbe poi diventato uno dei più famosi registi di Hollywood - che partecipò al film anche come assistente al guardaroba.

## Trama
Robert Street, benché non conosca per niente l'argomento e odi volare, viene considerato da tutti come un pilota esperto perché, per mestiere, scrive romanzi sull'aviazione. Innamorato di Grace, viene sfidato a una gara di volo da Jules Gaillard, asso dell'aviazione e suo rivale in amore.

## Produzione
Il film fu prodotto dalla Douglas MacLean Productions.

## Distribuzione
Distribuito dalla Associated Exhibitors, il film uscì nelle sale cinematografiche degli Stati Uniti il 30 settembre 1923. In Austria, dove fu distribuito nel 1924, prese il titolo Der Meisterflieger. In Italia, distribuito dalla Griffith in una versione di 1.691 metri, ottenne il visto 20759 del giugno 1923.